# Ernst Maisel
Ernst Maisel (16 de septiembre de 1896 - 16 de diciembre de 1978) era un oficial alemán. Sirvió en el ejército alemán durante la Segunda Guerra Mundial.

## Trayectoria
Desempeñó un papel fundamental en la muerte del Generalfeldmarschall Erwin Rommel. Rommel había sido implicado al tener un papel periférico en el atentado del 20 de julio de 1944 para matar a Hitler.
Hitler reconoció que arrastrar al general más popular en Alemania ante un tribunal popular causaría un escándalo en todas partes en Alemania y, en consecuencia, preparó una maniobra. Maisel y el general Wilhelm Burgdorf llegaron a la casa de Rommel el 14 de octubre de 1944. Habían sido instruidos por el Generalfeldmarschall Wilhelm Keitel para que ofrecieran a Rommel la elección entre tomar veneno, recibir un funeral de Estado e inmunidad para su familia, o afrontar un proceso por traición. Rommel se fue con los dos generales, y la familia recibió una llamada telefónica, aproximadamente quince minutos más tarde, diciendo que había muerto.
En los últimos días del Tercer Reich, Maisel fue nombrado comandante de la 68 División de Infantería con el cargo de Teniente General. Fue arrestado por los americanos el 7 de mayo de 1945, puesto en libertad en marzo de 1947 y murió a la edad de 82 años en 1978.
- Datos: Q69803